# Giovanni Girolamo Lomellini
Giovanni Girolamo Lomellini (Gênova, 1607 - Roma, 4 de abril de 1659) foi um cardeal do século XVII

## Biografia
Nasceu em Gênova em 1607. Seu pai, Jerome Lomellini, era membro do Senado da República de Gênova; e sua mãe, Maria Odone, era simpática do cardeal Antonmaria Sauli (1587). Outro cardeal da família foi Benedetto Lomellini (1565). Seu irmão Giovanni Raffaele seguiu carreira política em Gênova; e seu irmão Stefano Maria, ingressaram na Ordem Soberana de . Malta, enquanto Giovanni Girolam foi destinado a uma carreira eclesiástica no curi papal.
Estudou no Collegio Romano em Roma; e mais tarde na Universidade de Perugia, onde obteve um doutorado in utroque iure , tanto canônico quanto civil, em 1633..
Prelado pontifício, 1633. Referendário utriusque iuri da Assinatura Apostólica e prefeito do piombo . Comissário geral do exército papal na guerra com Parma. Vice-legado em Ferrara. Vice-legado em Bolonha, agosto de 1642. Clérigo da Câmara Apostólica, 1643. Governador de Roma, de 16 de janeiro de 1644 até 19 de outubro de 1647. Tesoureiro geral da Câmara Apostólica, outubro de 1647. Na noite de 21 de dezembro de 1647, foi vítima de uma emboscada assassina. Ele foi apenas levemente ferido por um tiro de arcabuz, enquanto o agressor mascarado escapou da captura graças à ajuda de alguns cúmplices..
Criado cardeal sacerdote no consistório de 19 de fevereiro de 1652; recebeu o gorro vermelho e o título de S. Onofrio, em 12 de março de 1652. Legado em Bolonha, em 26 de agosto de 1652; ocupou o cargo por seis anos. Recusa a promoção à sé de Todi, em 1654. Participou do conclave de 1655, que elegeu o Papa Alexandre VII..
Morreu em Roma em 4 de abril de 1659. Exposto e enterrado na igreja de S. Carlo al Corso, Roma, em um túmulo erguido por seu amigo Cardeal Luigi Omodei. sênior ..